# Calle Recta de Damasco
La Calle Recta de Damasco (en árabe: الشارع المستقيم al-Shāriʿ al-Mustaqīm, en griego: ῥύμην τήν Εὐθεῖαν, rymēn tēn Eytheian, en latín:Via Recta) es la antigua calle romana (Decumanus Maximus) que corre de este a oeste en la ciudad vieja de Damasco, Siria. Según el Libro de Hechos de los Apóstoles, en ella moró el apóstol Pablo después de su conversión. Contiene varios lugares de interés de la época romana, cristiana y los períodos islámicos.

## Historia
La antigua ciudad de Damasco fue reconstruida después de la conquista de Alejandro, de acuerdo a un plan hipodámico, organizado en cuadrícula. La calle recta conectaba la puerta oeste, Porta Occidentalis, con la puerta este, Porta Orientalis, también conocida como Porta Solis, y se cruzaba en su centro con el Cardo Maximus. Su longitud era de 1.570 metros y su anchura promedio de 26 metros. Estaba flanqueada por columnas, algunas de las cuales aún subsisten, con negocios y viviendas a ambos lados.
Durante la conquista islámica de Damasco en 636, al-Walīd penetró en la ciudad con sus tropas a través de la Porta Orientalis, Bab Sharqi en árabe, poniendo fin al dominio romano. La Via Recta se mantuvo pero, con el tiempo, se fue estrechando a medida que las zonas comerciales y los edificios se fueron ampliando 
Durante el período del Mandato francés entre las dos guerras mundiales, se descubrió un antiguo arco de triunfo romano a 4,5 m  bajo tierra, aparentemente parte de un tetrapilón en el punto de cruce del Decumanus y el Cardo; fue excavado y reconstruido a nivel de calle. Este lugar se considera la frontera entre los tres distritos históricos que se desarrollaron desde la conquista islámica: al oeste del arco triunfal se encuentra la parte musulmana del casco antiguo, con sus mezquitas, por otro lado al este el barrio cristiano, al norte de la Via Recta, y al sur el barrio judío abanonado parcialmente a finales de los años 1940 y completamente desde 1990. 
Después de que Damasco fuera elegida Capital Árabe de la Cultura en 2008, gran parte de la calle fue peatonalizada y pavimentada con piedras de basalto negro. 
En la actualidad, la calle tiene sólo una cuarta parte del ancho original y debido al paso del tiempo, la antigua calle romana se encuentra a una profundidad de 5 a 10 metros. 

## Descripción

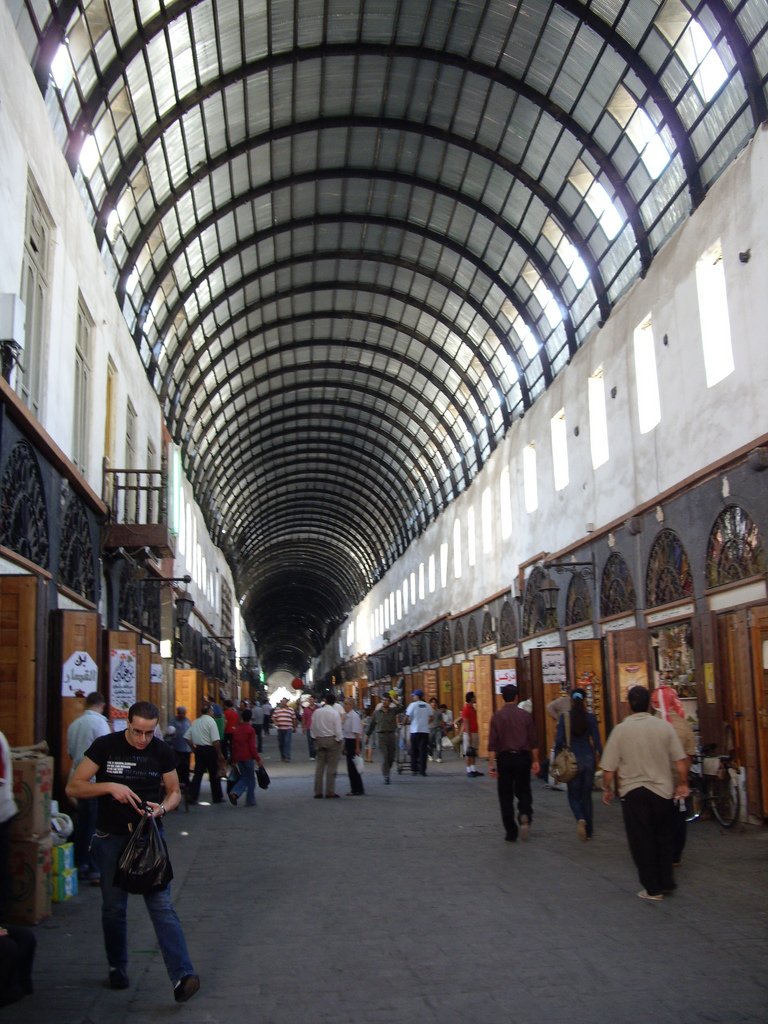
Zoco Madhat Bāsha,puede verse la Calle Recta con un techo de hierro y pavimentada con piedras de basalto.

La parte occidental de la Calle Recta en la mitad musulmana de la antigua ciudad de Damasco entre la puerta occidental Bāb al- Jābiya (باب الجابية) y el arco triunfal romano se llama oficialmente Madḥat Bāsjā (شارع مدحت باشا), por político reformista otomano Midhat Bajá. La parte más occidental de la calle está cubierta por un techo abovedado de hierro a lo largo de varios cientos de metros; aquí se encuentra el zoco Madhat Bāsjā (سوق مدحت باشا), el mercado más grande del casco antiguo. Junto a él, hacia el este y al norte se llega a la Mezquita Omeya. A continuación sigue un tramo abierto de 400 m de longitud hasta el arco de triunfo.

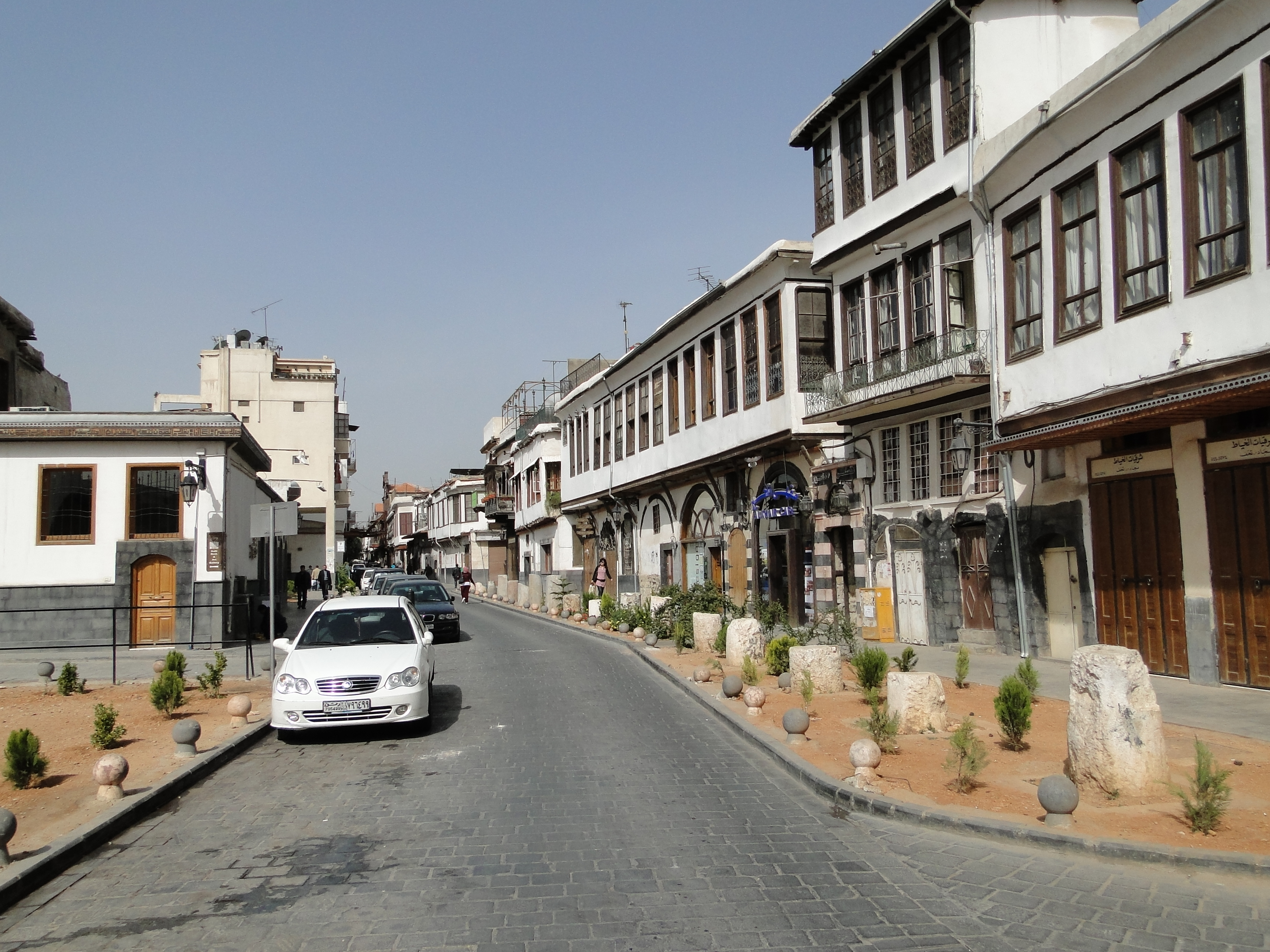
Calle Bab Sharqi en la parte oriental del casco antiguo; no era tan estrecha en la época romana.

La mitad oriental del Camino Recto de Damasco lleva oficialmente el nombre de Šāriʿ Bāb Šarqī (شارع باب شرقي), calle de la Puerta Oriental. Aquí se encuentra la Catedral Mariamita Griega Ortodoxa de Damasco, en una manzana que contiene también el Patriarcado. A unos 300 m al este del arco triunfal, la calle Bāb Tūmā (شارع باب توما) conduce a través del Barrio Cristiano hasta la Puerta de Tomás (Bāb Tūmā).
La mayor parte del antiguo barrio judío se encuentra al sur de la calle, pero justo antes de la puerta este hay tres catedrales de diferentes iglesias cristianas: la catedral de San Pablo de la iglesia católica siria, al sur de misma, la catedral católica griega melquita, también conocida como Iglesia al-Zeitun y la catedral de San Sarkis,de la iglesia apostólica armenia, justo al lado de Bāb Sharqi, construida por los romanos en el siglo III, que es la única de las puertas de la ciudad que se encuentra al nivel de la calle original, con los dos pequeños arcos exteriores para peatones y el grande del medio para vehículos.

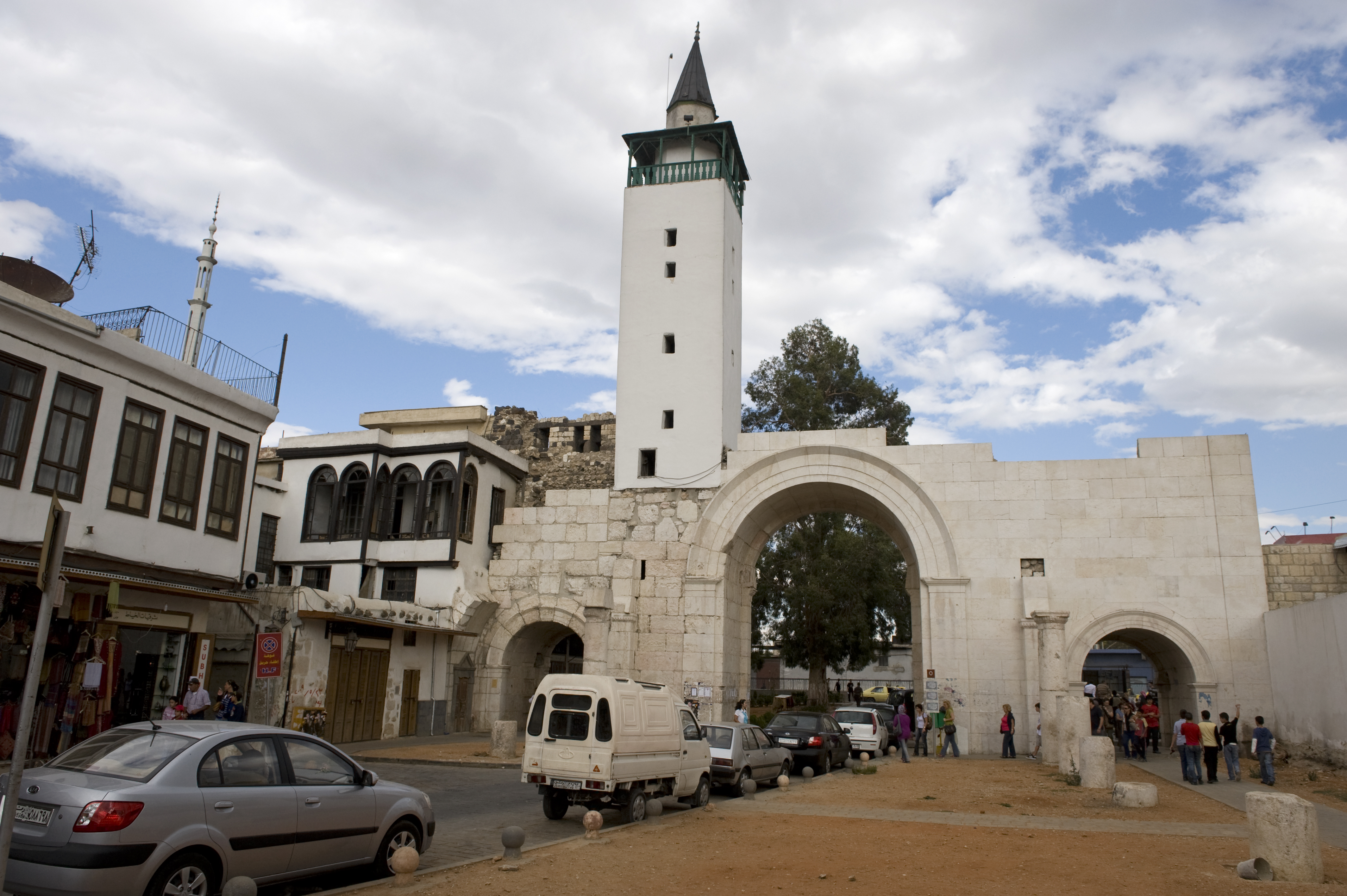
Bab Sharqi (Puerta Oriental), que los romanos llamaban Puerta del Sol. Es el monumento más antiguo que se conserva en Damasco, del al Fue restaurada durante el mandato francés.